# Bad Zurzach
Bad Zurzach (hasta 2006 llamada oficialmente Zurzach) es una comuna y ciudad histórica suiza del cantón de Argovia, capital del distrito de Zurzach. Limita al noreste con la comuna de Küssaberg (DE-BW), al sureste con Rekingen, al sur con Tegerfelden, al suroeste con Döttingen, al oeste con Klingnau, y al noroeste con Rietheim.
La comuna es conocida por sus termas.

## Personalidades
- Verena, (aprox. 260–320), santa
- Johann Jetzer (1483–1515), religioso dominicano